# Dyscia integeraria
Dyscia integeraria är en fjärilsart som beskrevs av Karl Schawerda. Dyscia integeraria ingår i släktet Dyscia och familjen mätare. Inga underarter finns listade i Catalogue of Life.